# Luis Eduardo Montealegre
Luis Eduardo Montealegre Lynett (Ibagué, 14 de octubre de 1957) es un abogado colombiano. Ha sido magistrado de la Corte Constitucional, fiscal general de la Nación, electo el 22 de marzo de 2012; y ministro de justicia, desde junio de 2025.

Montealegre, ha sido profesor de su alma mater la Universidad Externado durante muchos años, e investigador invitado de la Universidad Complutense de Madrid. Ha publicado varios libros sobre derecho penal.

## Primeros años y estudios
Luis Eduardo Montealegre Lynett nació el 14 de octubre de 1957 en Ibagué, Tolima, en el seno de una familia de clase media dedicada al comercio y al cultivo de la tierra. Realizó su bachillerato en el prestigioso Colegio San Simón de Ibagué, graduándose en 1975. Posteriormente se trasladó a Bogotá donde estudió Derecho en la Universidad Externado de Colombia, obteniendo el título de abogado en 1980 y finalizando su especialización en Derecho Penal en 1982 en la misma institución.
En 1983 viajó a España para adelantar estudios de posgrado en derecho penal en la Universidad Complutense de Madrid, y más tarde amplió su formación en Alemania realizando otra especialización en derecho penal en la Universidad de Bonn y estudios en derecho constitucional en Universidad de Erlangen-Núremberg.

## Trayectoria
Luis Eduardo Montealegre ingresó al sector público gracias a Jaime Bernal Cuéllar, su antiguo profesor en la Universidad Externado, quien lo designó como viceprocurador en 1997. No obstante, su trayectoria en el servicio público ya había comenzado en 1995, cuando integró una comisión encargada de revisar la legislación ambiental por encargo del Ministerio de Ambiente y Desarrollo Sostenible. Ese mismo año, su nombre fue considerado por el presidente Ernesto Samper para ocupar el cargo de Ministro de Justicia, aunque finalmente la designación recayó en Almabeatriz Rengifo.

## Magistrado
En el año 2000, fue ternado por el Consejo de Estado para Magistrado de la Corte Constitucional. El Senado de la República lo eligió como Magistrado, con 79 votos de los 102 senadores, apoyado principalmente por la bancada del Partido Liberal.[cita requerida]
En 2004 renunció a la Corte Constitucional, antes de completar su período. Montealegre alegó que su renuncia era para seguir adelante con su carrera académica. Desde su salida, Montealegre se dedicó a su profesión y, en 2011, obró como asesor del gobierno de Juan Manuel Santos.

## Fiscal General
En 2012, Montealegre fue elegido por la Corte Suprema de Justicia como fiscal general de la Nación de la terna presentada por el expresidente Juan Manuel Santos.

## Ministro de Estado
En junio de 2025, Montealegre fue designado por el presidente Gustavo Petro para ocupar el cargo de ministro de justicia tras la salida de Ángela María Buitrago. Montealegre venía asesorando al gobierno en temas relacionados con la defensa del decreto para lograr convocar la consulta popular de la reforma laboral propuesta por el gobierno y negada por el congreso.